# Březovice
Březovice település Csehországban, a Mladá Boleslav-i járásban. Březovice Doksy, Bělá pod Bezdězem, Katusice, Sudoměř és Nosálov településekkel határos. Lakosainak száma 350 fő (2024. január 1.).

## Népesség
A település lakosságának változását az alábbi diagram mutatja:
| Lakosok száma | 597  | 608  | 562  | 363  | 281  | 278  | 348  | 348  | 323  | 350  |
|               | 1869 | 1890 | 1921 | 1950 | 1980 | 2001 | 2017 | 2019 | 2022 | 2024 |